# Jimmy Jansson (politiker)
Dick Jimmy Jansson, född 9 maj 1978 i Fors församling i Eskilstuna, är en svensk socialdemokratisk politiker och lärare. Han är kommunalråd i Eskilstuna kommun och är sedan 1 januari 2011 ordförande för Eskilstunas kommunstyrelse, då han efterträdde Hans Ekström (S) på ordförandeposten. Sedan december 2014 leder han en blocköverskridande koalition i Eskilstuna kommun bestående av Socialdemokraterna, Moderaterna och Centerpartiet, efter att den tidigare majoriteten bestående av S, V och MP upplösts på grund av ett avhopp från Socialdemokraterna. Sedan 2017 är han ordförande för OK Ekonomisk förening.
Jansson har på det svenska nationella planet främst uppmärksammats för det förslag om tillståndskrav för tiggeri genom en lokal ordningsföreskrift som beslutats av den styrande majoriteten S+M+C, med stöd av SD, i Eskilstunas kommunfullmäktige 14 juni 2018. I debatten anförde Jansson bland annat att en normalisering av tiggeri riskerar att hota den svenska välfärdsmodellen, på sikt även för svenska medborgare. Länsstyrelsen i Södermanlands län upphävde beslutet i juli 2018 då man menade att beslutet inte har stöd i Ordningslagen.